# Kari-Lynn Winters
Kari-Lynn Winters est une auteure jeunesse, professeure, interprète et dramaturge canadienne née en 1969 en Ontario, au Canada.

## Biographie
Kari-Lynn Winters est originaire de l'Ontario.
Elle étudie à l'Université de Toronto, où elle obtient un diplôme en enseignement. Elle gradue ensuite de l'Université Brock, où elle étudie le théâtre en vue d'avoir son baccalauréat, puis à l'École nationale de théâtre du Canada afin d'obtenir un certificat. En 2009, elle complète son doctorat en éducation des arts et de la littérature à l'Université de la Colombie-Britannique,.
Elle est professeure adjointe à l'Université Brock, à Saint Catharines, au département de formation des enseignants.
Elle est membre de l'Union des écrivains du Canada, de l'International Literacy Association, de la Canadian Society of Children's Authors, Illustrators, and Performers, du Canadian Children's Book Centre et de la Society of Children's Book Writers and Illustrators, en plus de faire partie des Language and Literacy Researchers of Canada.
Elle remporte de nombreux prix, dont le prix St. Catharines Arts Award à deux reprises au cours de sa carrière, pour son implication dans l'éducation des arts dans sa communauté,.

### Écriture
Winters s'intéresse particulièrement à l'alphabétisation, la littérature jeunesse, le théâtre comme stratégie d'éducation et les différentes formes d'apprentissage. Dans son livre jeunesse Amis pour-tout-toujours, l'auteure aborde le deuil animal chez les enfants en racontant l'histoire d'un jeune garçon qui se remémore des bons moments passés avec son compagnon à quatre pattes.

### Implication et engagement
En 2010, elle participe à la conférence « Art Matters», organisée par la Faculté de l'Éducation de l'Université Brock. Lors de cette conférence, elle et quelques collègues proposent de nouvelles façons d'intégrer l'Art dans les cours ou sur le campus.
Quelques années plus tard, en 2012, elle publie un livre pour la jeunesse, Gift Days, dont les fonds amassés lors de la vente sont remis à l'organisme Because I Am a Girl, qui a pour but d'aider des jeunes femmes et des femmes de partout à travers le monde.
Pendant la pandémie de covid-19, l'écrivaine effectue des recherches sur le rôle de l'art et de la culture durant une pandémie mondiale, dans laquelle elle présente trois cas de personnes pour qui l'art a fait une différence dans leur vie. Elle défend également la nécessité de l'art et de la culture dans le journal International de l'Art et de l'Éducation.
Elle s'oppose également à la censure dans la littérature pour la jeunesse, censure qui sévit particulièrement au Canada.

## Œuvres

### Jeunesse
- No-matter-what friend, illustré par Pierre Pratt, Vancouver, Tradewind Books, 2014.  (ISBN 9781896580838).
  - Amis pour-tout-toujours, Montréal, Planète rebelle, 2014.  (ISBN 9782924174227).
- Bad pirate, illustré par Dean Griffiths, Toronto, Pajama Press, 2015.  (ISBN 9781927485712).
- French toast, illustré par François Thisdale, Toronto, Pajama Press, 2016.  (ISBN 9781772780062 et 1772780065).
- On my skis, illustré par Christina Leist, Vancouver, Tradewind Books, 2016.  (ISBN 9781926890036).
- Let's play a hockey game!, illustré par Helen Flook, Toronto, North Winds Press, 2016.  (ISBN 9781443148184).
  - À vos marques! Prêts? Hockey!, Toronto, Scholastic, 2016.  (ISBN 9781443148191).
- Best pirate, illustré par Dean Griffiths, Toronto, Pajama Press, 2017.  (ISBN 9781772780192).
  - Pain doré, Montréal, Éditions de l'Isatis, coll. « Tourne-pierre », 2018.  (ISBN 9782924769362).
- On the line, illustré par Scot Richie, Toronto, Pajama Press, 2021.  (ISBN 9781772782189).

## Prix et honneurs
- 2005 : lauréate de la bourse d'études Lomcira Harold Covell Memorial[12]
- 2005 : lauréate du Master Research Award de la Language and Literacy Reseachers of Canada[12]
- 2007 : lauréate du prix de professeur adjoint gradué de l'Université de la Colombie-Britannique[12]
- 2016 : lauréate du prix St. Catharines Arts Award[4]
- 2017 : finaliste au Willow Award de la Saskatchewan Young Reader's Choice, dans la catégorie Shining Willow - livre pour jeune public, pour French Toast[5]
- 2017 : nommée au B.C Reader's Choice Chocolate Lily Award, catégorie des livres illustrés, pour Good Pirate[13]
- 2018 : nommée au Blue Spruce Award de l'Ontario Library Association's (OLA), dans la catégorie meilleur livre illustré de quatre à sept ans, pour French Toast[13]
- 2020 : lauréate du prix St. Catharines Arts Award pour son implication dans l'éducation des arts dans sa communauté[5]